# Elephant Haven
Elephant Haven er et naturreservat i Bussière Galant i regionen Nouvelle-Aquitaine i det sydvestlige Frankrig for tidligere cirkuselefanter som åbner 2020. I reservatet kan besøgende opleve elefanterne i naturlige omgivelser.
Grundlæggelsen af reservatet for pensionerede cirkuselefanter sker efter en række europæiske lande som Holland, Østrig, Skotland, Italien og Rumænien forbød brugen af vilde dyr i cirkus. World Animal Protection støtter projektet og donerede penge til opførelsen af reservatet.